# Wardenclyffe Tower

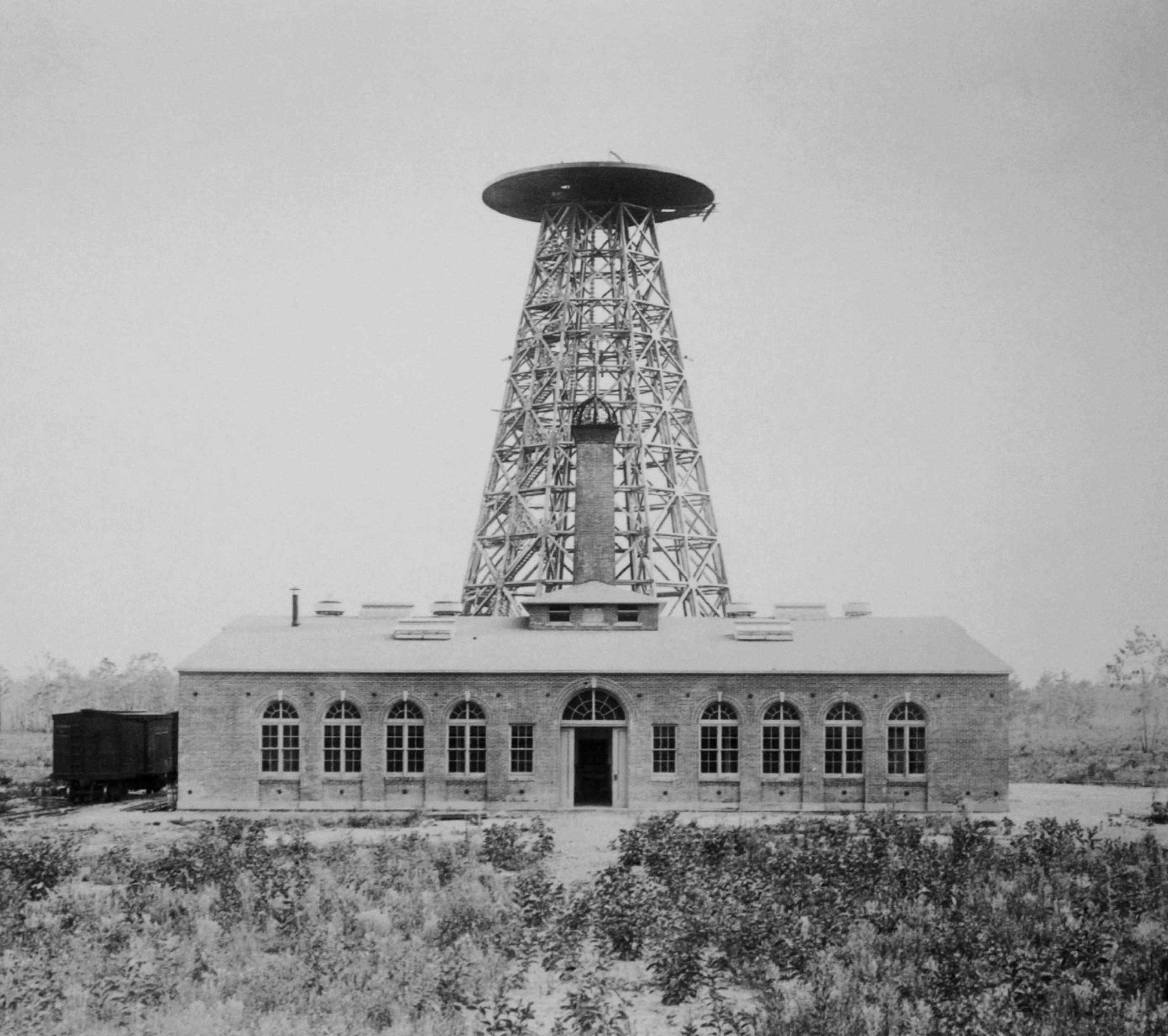
A Torre de Tesla ao fundo, com o laboratório em primeiro plano

A Torre Wardenclyffe (1901-1917) também conhecida como Torre de Tesla, foi uma antena de telecomunicações sem fio projetada para a telefonia comercial transatlântica, radiodifusão e para demonstrar a transmissão de energia sem a utilização de cabos conectores. Sua estrutura em treliça atingia a altura de 18 andares. A instalação central nunca esteve completamente operacional e o projeto não foi completado devido a problemas financeiros.

## História

### Construção
Tesla começou a planejar a Torre Wardenclyffe em 1898, e em 1901 a construção começou em um estuário americano chamado Long Island Sound. O arquiteto Stanford White faz o projeto da instalação abaixo da torre. A torre em si foi projetada por W.D Crow, com um homem chamado White. A verba para a construção da torre veio, em geral, de capitalistas donos de industrias. O principal investidor do projeto foi J. P. Morgan, que inseriu $150.000 dolares (mais de $3 milhões de dolares de 2009). Em junho de 1902, Tesla moveu seu laboratório de West Houston Street (sua antiga base) para as instalações em Wardenclyffe.
No decorrer da construção houve diversos problemas. Há quem afirme que um dos principais problemas foi que vários investidores pararam de investir no projeto, pois Guglielmo Marconi havia inventado um sistema de radiocomunicação transatlântica que era, aparentemente, melhor e mais barato do que a de Tesla. 
Algumas correntes conspiracionistas afirmam que os investidores do projeto de Tesla deixaram de capitalizar sua torre em razão de a mesma ter sido capaz de transmitir energia (sem fios) por vários quilômetros, o que consequentemente poderia servir de base para gerar energia gratuita para o mundo inteiro, o que, de fato, vai de encontro aos interesses do mercado de energias, outrora financiadores de seu projeto. No entanto pesquisas posteriores demonstraram que a transmissão de energia sem fios, apesar de possível em pequenas quantidades, não é prática por exigir grande infra-estrutura, como satélites, e sendo custosa e ineficiente. Ao perceberem que o foco de Tesla não era desenvolver meios mais eficientes de comunicação, mas sim continuar seus estudos com eletricidade usando a torre como seu laboratório pessoal, as empresas envolvidas no projeto pararam de financiar o projeto.
Em 1903, o projeto de Tesla, ainda em construção devido a várias trocas de design do projeto, fica sem dinheiro, e J.P. Morgan decide parar de financiar o projeto (essa decisão é formalizada em julho de 1904). Para piorar a situação do cientista, em 1905, as patentes sobre Motor de corrente alternada e outros métodos de transmissão elétrica expiram, e sem os pagamentos de royalties das patentes, o projeto revolucionário de Tesla ficou mais longe ainda de ser concluído. Na tentativa de achar outros investidores para completar a sua Torre, Tesla anunciou os serviços de Wardenclyffe para várias pessoas, mas essa tentativa foi infrutífera. O projeto durou mais alguns meses por causa de um invento que rendeu uma considerável quantia à Tesla, que foi a sua Bobina .
Mesmo com essa renda o projeto não conseguiu mais ir para frente. Em 1905, várias atividades que ocorriam na instalação tiveram que ser fechadas. Em 1906, os operários que ainda estavam trabalhando no projeto foram mandados embora. Em 1911 a torre começa a se deteriorar devido ao abandono. Entre 1912 e 1915, os jornais revelaram que Tesla estava falido. Os investidores quiseram saber o quê iria acontecer com o dinheiro deles, e Tesla não conseguiu responder adequadamente as perguntas. Isso, junto com o fracasso de Wardenclyffe, levou Tesla a entrar num profundo estado de depressão.